# Eline Uhrenholt
Eline Uhrenholt (født Arildsen, 18. april 1875 i Cedar Falls, Iowa, død 7. november 1920 i Numan, Adamawa, Nigeria) var en dansk lærer, sygeplejerske og missionær. Med sin mand, Mogens Uhrenholt, var hun missionær i Nigeria for Dansk Forenet Sudanmission 1916-1920.